# Ehrenordnung
Mit einer Ehrenordnung wird in weltlichen und kirchlichen Institutionen, in Politischen Parteien aber auch in Vereinen und Rechtlichen Verbänden geregelt, wie deren Mitglieder und Angehörige zu ehren sind. Des Weiteren kann in einer Ehrenordnung festgelegt werden, unter welchen Umständen und Anlässen den Mitgliedern eine besondere Ehrung in Form eines Ordens oder eines Ehrenzeichens eine Auszeichnung verliehen werden soll und kann. Sie sollte nicht mit dem Begriff „Ehrenkodex“ verwechselt werden.

## Inhalte einer Ehrenordnung
Neben den Ausführungsbestimmungen zur Ehrung von Mitgliedern wird auch die Ernennung von Ehrenmitgliedschaften geregelt. Hier insbesondere die Befugnisse und Pflichten von Ehrenmitgliedern und Ehrenvorsitzenden. Im Regelfall ist die Ehrenordnung ein Bestandteil der privatrechtlichen Satzung, sie kann aber auch in einer Geschäftsordnung, die Teil der Satzung sein sollte, geregelt werden. In einer Ehrenordnung sollte daher die Voraussetzung für die Ehrung von Personen geregelt werden. Dazu gehören auch die Zuständigkeit, die Rangfolge und das Vorschlagsrecht. Gegebenenfalls muss auch eine mögliche Aberkennung der „Ehre“ in Betracht gezogen werden. Zum Teil werden eigene Ehrenräte eingerichtet, die sich damit befassen.

## Einige Beispiele
- Ehrenordnung des Deutschen Olympischen Sportbundes[1]
- Ehrenordnung des Sportvereins "Steigerwald" Münchsteinach[2]
- Ordnung zur Verleihung kirchlicher Ehrentitel und Ehrenzeichen in der Diözese Rottenburg-Stuttgart (Ehrungsordnung)[3]
- Ehrenordnung des Landesmusikverbandes Rheinland-Pfalz e. V.[4]